# Ban Thường vụ Bộ Chính trị Đảng Cộng sản Trung Quốc
Ban Thường vụ Bộ Chính trị Đảng Cộng sản Trung Quốc (Hoa phồn thể: 中國共產黨中央政治局常務委員會, Hoa giản thể: 中国共产党中央政治局常务委员会, bính âm: Zhōngguó Gòngchǎndǎng Zhōngyāng Zhèngzhìjú Chángwù Wěiyuánhuì, Hán Việt: Trung Quốc Cộng sản Đảng Trung ương Chính trị Cục Thường vụ ủy viên hội) hay còn được gọi đầy đủ là Ủy ban Thường vụ Bộ Chính trị Ủy ban Trung ương Đảng Cộng sản Trung Quốc, hoặc đôi khi gọi tắt cách khác là Ban Thường vụ Trung ương Đảng Cộng sản Trung Quốc do Hội nghị toàn thể Ủy ban Trung ương Đảng bầu ra. Các thành viên được gọi chung là lãnh đạo tối cao Đảng và Nhà nước của Đảng Cộng sản Trung Quốc và Cộng hòa Nhân dân Trung Hoa.

## Chức quyền
Điều lệ Đảng Cộng sản Trung Quốc quy định khi Ủy ban Trung ương Đảng không họp, Bộ Chính trị và Ban Thường vụ Bộ Chính trị thực hiện chức năng và quyền hạn của Ủy ban Trung ương.
Ban Thường vụ Bộ Chính trị thực hiện các nghị quyết của Đại hội Đảng, chỉ đạo toàn bộ công tác Đảng, đại diện cho Ủy ban Trung ương và Đảng trong quan hệ đối ngoại. Thành viên Ban Thường vụ Bộ Chính trị phải là Ủy viên Bộ Chính trị. Thành viên Ban Thường vụ nắm tất cả các chức vụ quan trọng và có quyền lực tối cao trong bộ máy lãnh đạo của Trung Quốc. Các thành viên trong Ban Thường vụ được gọi chung là Ủy viên Ban Thường vụ Bộ Chính trị.
Độ tuổi cho Ban Thường vụ Bộ Chính trị tương tự với độ tuổi của Ủy viên Bộ Chính trị không quá 68 tuổi tính từ Đại hội Đảng không có trường hợp ngoại lệ. Quy tắc này còn được biết tới là qi-shang, ba-xia (七上八下; "7 lên, 8 xuống", quy tắc này được áp dụng từ năm 2002). Và các ủy viên ứng cử phải ít nhất 50 tuổi (Ngoại lệ có trường hợp của Phó Chủ tịch nước Hồ Cẩm Đào, Phó Chủ tịch Đảng Vương Hồng Văn).
Các chức vụ thường xuyên trong Ban Thường vụ Bộ Chính trị là Tổng Bí thư (kiêm nhiệm Chủ tịch nước từ năm 1993), Thủ tướng, Ủy viên trưởng Ủy ban Thường vụ Đại hội Đại biểu Nhân dân Toàn quốc (Chủ tịch Quốc hội), Chủ tịch Hội nghị Hiệp thương Chính trị Nhân dân Trung Quốc, Bí thư thứ nhất Ban Bí thư, Bí thư Ủy ban Kiểm tra Kỷ luật Trung ương, Phó Thủ tướng Thứ nhất.
Các chức vụ không thường xuyên là: Phó Chủ tịch nước Cộng hòa Nhân dân Trung Hoa, Bí thư Ủy ban Chính trị Pháp luật Trung ương, Phó Chủ tịch Hội nghị Hiệp thương Chính trị Nhân dân Trung Quốc, Phó Chủ tịch Quân ủy Trung ương...
Để trở thành Ủy viên Ban Thường vụ Bộ Chính trị các cuộc đấu đá phe nhóm đã xảy ra, điển hình là vụ án Bạc Hy Lai.
Xếp hạng trong Ban Thường vụ Bộ Chính trị được xếp theo chức vụ và quyền lực thực tế nắm giữ. Không giống Bộ Chính trị xếp theo tên.
Trong lịch sử tồn tại, chưa từng xuất hiện một nữ chính trị gia nào xuất hiện trong Ban Thường vụ Bộ Chính trị Đảng Cộng sản Trung Quốc.
Hệ thống các nước Cộng sản nói chung đều cơ bản có cơ cấu lãnh đạo gồm Bộ Chính trị và Ban Chấp hành Trung ương, tại Trung Quốc, Ban Thường vụ Bộ Chính trị là cơ quan cao hơn Bộ Chính trị tuy nhiên nó hoạt động cũng tương tự Bộ Chính trị ở các nước Cộng sản khác còn cơ quan Bộ Chính trị ở Trung Quốc thì hoạt động hạn chế với tần số họp 1 tháng / 1 lần ít thường xuyên hơn Bộ Chính trị ở các quốc gia: Liên Xô, Đông Âu, Việt Nam, Cuba,... Nhìn chung đây là cơ cấu quyền lực mang "màu sắc Trung Hoa" trong mô hình chính quyền Cộng sản.

## Lão Thường ủy
Các Ủy viên Thường vụ Bộ Chính trị sau khi nghỉ hưu thường được gọi là " Lão Thường ủy", tuy đã thôi các chức vụ trong Đảng, Chính phủ, Quốc hội, Quân ủy, Chính Hiệp nhưng các lãnh đạo này vẫn có sức ảnh hưởng to lớn, vẫn tiếp cận các văn kiện cao cấp, cho ý kiến các vấn đề quan trọng. Đặc biệt họ có thể biểu quyết phân định các tranh chấp trong nội bộ lãnh đạo cao cấp đương nhiệm. Tiêu biểu là vụ phế truất Tổng Bí thư Triệu Tử Dương.
Đại hội đại biểu Toàn quốc Đảng Cộng sản Trung Quốc sẽ bầu ra: Ủy viên Trung ương, Ủy viên dự khuyết Trung ương, Ủy viên Bộ Chính trị, Ủy viên Thường vụ Bộ Chính trị, Bí thư Ban Bí thư, Ủy ban Kiểm tra Kỷ luật Trung ương. Tổ chức thương lượng phân định các vị trí này là Đoàn Chủ tịch Đại hội, cơ cấu Đoàn này gồm Tổng Bí thư đương nhiệm làm Chủ tịch và các Ủy viên Thường vụ gồm có các: Thường ủy đương nhiệm, Lão Thường ủy các khóa trước (còn sống), các lãnh đạo cấp Đảng và Nhà nước đã nghỉ hưu, các Ủy viên Bộ Chính trị đương nhiệm, các Ủy viên Ban Bí thư đương nhiệm.
Sau khi Tổng Bí thư Tập Cập Bình lên nắm quyền và đẩy mạnh chiến dịch chống tham nhũng, thanh trừng lão Thường ủy Chu Vĩnh Khang thì cơ chế can dự của tổ chức này lên chính quyền đương nhiệm bị suy giảm nặng nề.

## Danh sách Ủy viên hiện tại
Ủy viên Ban Thường vụ Bộ Chính trị hiện tại được bầu ngày 23/10/2022 do Ủy ban Trung ương Đảng khóa XX bầu.
Ủy viên Ban Thường vụ hiện tại thuộc kỳ Đại hội thứ 20 nên thường gọi là Ban Thường vụ Bộ Chính trị khóa 20.

### Đại Hội Đảng lần thứ 20[1]
| Đại hội Đảng Cộng sản Trung Quốc lần thứ 20 (2022) | Đại hội Đảng Cộng sản Trung Quốc lần thứ 20 (2022) | Đại hội Đảng Cộng sản Trung Quốc lần thứ 20 (2022)                                                                                | Đại hội Đảng Cộng sản Trung Quốc lần thứ 20 (2022)                                                       | Đại hội Đảng Cộng sản Trung Quốc lần thứ 20 (2022) |
| Thứ tự                                             | Tên                                                | Chức vụ Đảng | Chức vụ Nhà nước                                                                                         | Phân công |
| -------------------------------------------------- | -------------------------------------------------- | --- | --- | --- |
| 1                                                  | Tập Cận Bình                                       | Tổng Bí thư Chủ tịch Quân ủy Trung ương                                                                                           | Chủ tịch nước Cộng hòa Nhân dân Trung Hoa Chủ tịch Ủy ban Quân sự Trung ương Cộng hòa Nhân dân Trung Hoa | Chủ tịch Ủy ban An ninh Quốc gia Trung ương Trưởng ban Ban lãnh đạo cải cách sâu rộng toàn diện Trung ương Trưởng ban Tiểu ban Lãnh đạo Cải cách sâu rộng Quốc phòng hóa Quân đội Quân Ủy Trung ương Trưởng ban Tiểu ban lãnh đạo Trung ương về an ninh Internet và thông tin Trưởng ban Tiểu ban Công tác Lãnh đạo Đối ngoại Trung ương Trưởng ban Tiểu ban Công tác Lãnh đạo Đài Loan Trung ương |
| 2                                                  | Lý Cường                                           | Ủy viên Thường vụ Bộ Chính trị Bí thư Ban Cán sự Đảng Quốc Vụ viện                                                                | Thủ tướng Quốc vụ viện                                                                                   | Trưởng ban Tiểu ban Lãnh đạo Tài chính Kinh tế Trung ương Chủ nhiệm Ủy ban Biên chế cơ cấu Trung ương Chủ nhiệm Ủy ban Huy động Quốc phòng Nhà nước Chủ nhiệm Ủy ban Năng lượng Nguyên tử Nhà nước Phó Chủ tịch Ủy ban An ninh Quốc gia Trung ương Phó Trưởng ban Ban lãnh đạo cải cách sâu rộng toàn diện Trung ương Phó Trưởng ban Tiểu ban lãnh đạo Trung ương về an ninh Internet và thông tin |
| 3                                                  | Triệu Lạc Tế                                       | Ủy viên Thường vụ Bộ Chính trị | Ủy viên trưởng Ủy ban Thường vụ Đại hội Đại biểu Nhân dân Toàn quốc                                      | Phó Chủ tịch Ủy ban An ninh Quốc gia Trung ương Tổ trưởng Tổ Công tác Điều phối Hong Kong |
| 4                                                  | Vương Hỗ Ninh                                      | Ủy viên Thường vụ Bộ Chính trị | Chủ tịch Ủy ban toàn quốc Hội nghị Chính trị Hiệp thương Nhân dân                                        | Tổ trưởng Tổ Công tác Điều phối Tân Cương Tổ trưởng Tổ Công tác Điều phối Tây Tạng Phó Tổ trưởng Tổ Công tác Điều phối Đài Loan |
| 5                                                  | Thái Kỳ                                            | Ủy viên Thường vụ Bộ Chính trị Bí thư thứ nhất Ban Bí thư Trung ương Đảng Cộng sản Trung Quốc Chủ nhiệm Văn phòng Trung uơng Đảng | | Phó Trưởng ban Ban lãnh đạo cải cách sâu rộng toàn diện Trung ương Trưởng Ban Lãnh đạo Công tác Tư tưởng Trung ương Trưởng Ban Công tác Xây dựng Đảng Trung ương Phó Trưởng ban Tiểu ban lãnh đạo Trung ương về an ninh Internet và thông tin Ủy viên Tiểu ban Lãnh đạo Tài chính Kinh tế Trung ương                                                                                               |
| 6                                                  | Đinh Tiết Tường                                    | Ủy viên Thường vụ Bộ Chính trị Phó Bí thư Ban Cán sự Đảng Quốc Vụ viện                                                            | Phó Thủ tướng Thường trực                                                                                | Chủ nhiệm Ủy ban an toàn thực phẩm Quốc vụ viện Phó Trưởng ban Ban lãnh đạo cải cách sâu rộng toàn diện Trung ương Phó Chủ nhiệm Ủy ban Năng lượng Nguyên tử Nhà nước Ủy viên Tiểu ban Lãnh đạo Tài chính Kinh tế Trung ương |
| 7                                                  | Lý Hi                                              | Ủy viên Thường vụ Bộ Chính trị Bí thư Ủy ban Kiểm tra Kỷ luật Trung ương Đảng Cộng sản Trung Quốc                                 | | Trưởng Tiểu Ban Công tác Kiểm tra Trung ương Phó Tổ trưởng Tổ lãnh đạo Trung ương về công tác xây dựng Đảng Trưởng nhóm lãnh đạo Trung ương tăng cường thí điểm cải cách hệ thống giám sát quốc gia |

## Lịch sử

### Lịch sử ban đầu
Ban Thường vụ Bộ Chính trị được thành lập tháng 7/1928 tại Đại hội Đảng toàn quốc lần thứ 6. Từ tháng 1/1934-9/1956 đổi tên thành Ban Bí thư Trung ương. Từ sau Đại hội 8 thì đổi tên thành Ban Thường vụ Bộ Chính trị và Ban Bí thư vẫn tồn tại nhưng chỉ chịu trách nhiệm xử lý các công việc thường nhật hoặc trong tổ chức. 

### Cách mạng văn hóa
Trong thời gian đầu của cuộc cách mạng văn hóa, Ban Thường vụ Bộ Chính trị không hoạt động thường xuyên nữa, nhiều ủy viên chủ chốt bị loại khỏi chức vụ như Lưu Thiếu Kỳ, Đặng Tiểu Bình. Quyền lực thực sự thuộc về nhóm cách mạng văn hóa, theo danh nghĩa báo cáo với Ban Thường vụ Bộ Chính trị nhưng thực tế lại là "trung tâm quyền lực" ảnh hưởng đến mọi mặt xã hội. Tại Đại hội 9, ủng hộ triệt để Mao Trạch Đông, Trần Bá Đạt và Khang Sinh được bổ sung vào Ban Thường vụ Bộ Chính trị, và Ban Thường vụ tiếp tục hoạt động trở lại nhưng không thường xuyên. Cuối thời kỳ cách mạng văn hóa, nội bộ tranh chấp nhau. Giữa năm 1975-1976, các ủy viên Khang Sinh, Chu Ân Lai, Chu Đức, Mao Trạch Đông đều qua đời. Đặng Tiểu Bình bị thanh trừng. Trong thời gian này nó không trở thành cơ quan hoạch định chính sách hay hành pháp nữa, và chỉ họp trong trường hợp đặc biệt. Sau khi Tứ nhân bang bị bắt trong đó có Trương Xuân Kiều và Vương Hồng Văn là 2 Ủy viên Ban Thường vụ Bộ Chính trị và chỉ còn Hoa Quốc Phong và Diệp Kiếm Anh vẫn đảm nhiệm. Ban Thường vụ được khôi phục lại hoàn toàn sau Đại hội 11.

### Sau khi cải cách kinh tế
Sau khi trở lại quyền lực, một trong những mục tiêu của Đặng Tiểu Bình là gia tăng quyền lực của Đảng và thể chế hóa các cơ quan như Bộ Chính trị và Ban Thường vụ Bộ Chính trị. Trong những năm 1980 Ban Thường vụ Bộ Chính trị trở thành cơ quan tối cao của Đảng. Ban Thường vụ được thiết lập theo cơ chế tập trung dân chủ, tức mọi quyết định phải được đồng thuận và biểu quyết theo đa số. Tuy nhiên Ban Thường vụ vẫn chịu ảnh hưởng bởi Ủy ban Cố vấn Trung ương. Đặng Tiểu Bình là người chuyển giao quyền lực giữa 2 tổ chức này và quyền lực không chính thức của ông tác động vào chính trị. Năm 1987 Đặng Tiểu Bình và các lão thần cách mạng đã thay thế Hồ Diệu Bang bằng Triệu Tử Dương. Năm 1989 Đặng Tiểu Bình và các lão thần cách mạng đã ra lệnh cho quân đội tiến hành giải tán cuộc biểu tình tại quảng trường Thiên An Môn, mặc dù Ban Thường vụ Bộ Chính trị không đồng ý. Triệu Tử Dương đã phản đối cuộc giải tán bằng quân đội, gây rạn nứt với các Ủy viên Thường vụ khác đứng đầu là Thủ tướng Lý Bằng. Kết quả, Triệu Tử Dương và Hồ Khải Lập bị truất quyền và được thay bằng Giang Trạch Dân và Lý Thụy Hoàn.
Nhiệm kỳ 1982 - 1989, Ban Thường vụ Bộ Chính trị có cư cấu rất tinh giản gọn nhẹ và khoa học, chỉ gồm 5 người tập trung vào 2 cơ quan đầu não Trung ương Đảng và Quốc vụ viện, các chức danh có quyền lực thực tế như: Tổng Bí thư, Thủ tướng, Bí thư Ban Bí thư, Bí thư Ủy ban kiểm tra kỷ luật, Phó Thủ tướng Thứ nhất. Còn các chức danh mang tính lễ nghi, đại diện cao cấp của nhà nước như: Chủ tịch nước, Chủ tịch Quốc hội, Chủ tịch Chính hiệp tuy vẫn giữ ghế trong Bộ Chính trị nhưng không tham gia Ban Thường vụ., tuy vậy vẫn tham gia các cuộc họp quan trọng và chỉ đứng dưới chức Tổng Bí thư nhưng trên các Ủy viên Thường vụ khác.
Kể từ sau Hội nghị lần thứ 4 năm 1989 đây là lần cải tổ cuối cùng trong Ban Thường vụ Bộ Chính trị. Tại Đại hội 14, 7 Ủy viên Thường vụ Bộ Chính trị được bầu và không thay đổi cho đến đại hội 15 khi Kiều Thạch và Lưu Hoa Thanh về hưu được thay thế bằng Úy Kiện Hành và Lý Lam Thanh, cho thấy Ban Thường vụ Bộ Chính trị hoạt động ổn định. Hồ Cẩm Đào là Phó Chủ tịch nước, đâu là lần đầu tiên chức vụ Phó Chủ tịch nước là Ủy viên Thường vụ Bộ Chính trị.
Tại Đại hội 16 của Đảng, Ban Thường vụ Bộ Chính trị mở rộng tới 9 ủy viên. Theo một số nhà quan sát cho rằng đây là sự sắp xếp cho những người trung thành với Giang Trạch Dân, vấn đề này còn được tranh cãi. Hồ Cẩm Đào trở thành Tổng Bí thư, Ban Thường vụ Bộ Chính trị có thể hiểu là "tập thể lãnh đạo" và "chủ tịch chung", trong số Ủy viên Thường vụ Bộ Chính trị Lý Trường Xuân là ủy viên không có chức danh cụ thể được xác định (mặc dù phụ trách công tác lý luận Tư tưởng). Sự mở rộng cơ cấu này được Cựu Tổng Bí thư Giang Trạch Dân gọi là " Cửu Vị Phân Quyền", 9 người mỗi người nắm 1 mảng, tuy Tổng Bí thư lãnh đạo toàn cục nhưng quyền lực bị hạn chế rất nhiều, cơ cấu này tồn tại ổn định trong suốt khóa 16 và 17. Trong niên khóa 2002-2007 của đại hội 16 có một sự việc là Phó Thủ tướng thứ nhất Hoàng Cúc - một Ủy viên Thường vụ Bộ Chính trị đã từ trần năm 2006 khiến 9 ghế lãnh đạo chỉ còn 8, để lại một khoảng trống quyền lực nhất định.
Đại hội 18 Ban Thường vụ giảm xuống còn 7 ủy viên. Bí thư Ủy ban chính pháp Trung ương và Phó Chủ tịch nước không được đưa vào Ban Thường vụ. Các chức vụ Bí thư điều hành và chức vụ tuyên truyền hợp nhất và do Lưu Vân Sơn đảm nhiệm

## Danh sách Ủy viên các khóa

### Đại hội Đảng Cộng sản Trung Quốc lần thứ 5
Hội nghị toàn thể thứ nhất (5/1927):
Trần Độc Tú, Trương Quốc Đảo, Thái Hòa Sâm

#### Hội nghị Cục Chính trị mở rộng khóa 5
Hội nghị Cục Chính trị lâm thời: Trương Quốc Đảo, Lý Duy Hán, Chu Ân Lai, Lý Lập Tam, Trương Thái Lôi.
Ngày 9/8/1927 Hội nghị thứ 1 Cục Chính trị Trung ương lâm thời: Cù Thu Bạch, Lý Duy Hán, Tô Triệu Chỉnh.
Tháng 11/1927 Hội nghị Cục Chính trị mở rộng lâm thời: Cù Thu Bạch, Lý Duy Hán, Tô Triêu Chinh, Chu Ân Lai, La Diệc Nông.

### Đại hội Đảng Cộng sản Trung Quốc lần thứ 6

#### Hội nghị Trung ương lần thứ 1 (7/1928)
| Hội nghị Trung ương lần thứ 1 khóa 6 (7/1928)        | Hội nghị Trung ương lần thứ 1 khóa 6 (7/1928) | Hội nghị Trung ương lần thứ 1 khóa 6 (7/1928)                                               | Hội nghị Trung ương lần thứ 1 khóa 6 (7/1928)                                                  |
| Thứ tự                                               | Tên                                           | Chức vụ Đảng                                                                                | Ghi chú khác                                                                                   |
| ---------------------------------------------------- | --------------------------------------------- | ------------------------------------------------------------------------------------------- | ---------------------------------------------------------------------------------------------- |
| 1                                                    | Hướng Trung Phát                              | Chủ tịch Trung ương kiêm Bộ Chính trị                                                       |                                                                                                |
| 2                                                    | Chu Ân Lai                                    | Bí thư trưởng kiêm Trưởng Cơ quan Tổ chức                                                   |                                                                                                |
| 3                                                    | Tô Triệu Chinh                                | Bí thư Công Ủy                                                                              | Mất năm 1929                                                                                   |
| 4                                                    | Hạng Anh                                      | Bí thư Tỉnh ủy Giang Tô Đảng Cộng sản Trung Quốc Phó Ủy viên trưởng Tổng Công hội toàn quốc | Năm 1929 Ủy viên trưởng Tổng Công hội toàn quốc kiêm Bí thư Đảng đoàn Đảng Cộng sản Trung Quốc |
| 5                                                    | Thái Hòa Sâm                                  |                                                                                             | cắt chức tháng 11/1928                                                                         |
| Ủy viên Dự khuyết                                    |                                               |                                                                                             |                                                                                                |
| Thứ tự                                               | Tên                                           | Chức vụ Đảng                                                                                | Ghi chú khác                                                                                   |
| 1                                                    | Lý Lập Tam                                    | Bí thư Nông Ủy                                                                              |                                                                                                |
| Đoàn Chủ tịch Ủy ban Hành động Trung ương (6/8/1930) |                                               |                                                                                             |                                                                                                |
| Thứ tự                                               | Tên                                           | Chức vụ Đảng                                                                                | Ghi chú khác                                                                                   |
| 1                                                    | Hướng Trung Phát                              | Chủ tịch Trung ương kiêm Bộ Chính trị                                                       |                                                                                                |
| 2                                                    | Lý Lập Tam                                    | Bí thư Nông Ủy                                                                              |                                                                                                |
| 3                                                    | Chu Ân Lai                                    | Bí thư trưởng kiêm Trưởng Cơ quan Tổ chức                                                   |                                                                                                |
| 4                                                    | Cù Thu Bạch                                   |                                                                                             |                                                                                                |
| 5                                                    | Từ Tích Căn                                   | Bí thư Thị ủy Thượng Hải                                                                    |                                                                                                |
| 6                                                    | Cố Thuận Chương                               |                                                                                             |                                                                                                |
| 7                                                    | Viên Bỉnh Huy                                 |                                                                                             |                                                                                                |

#### Hội nghị Trung ương lần thứ 3 (9/1930)
| Hội nghị Trung ương lần thứ 3 khóa 6 (24-28/9/1930) | Hội nghị Trung ương lần thứ 3 khóa 6 (24-28/9/1930) | Hội nghị Trung ương lần thứ 3 khóa 6 (24-28/9/1930) | Hội nghị Trung ương lần thứ 3 khóa 6 (24-28/9/1930) |
| Thứ tự                                              | Tên                                                 | Chức vụ Đảng                                        | Ghi chú khác                                        |
| --------------------------------------------------- | --------------------------------------------------- | --------------------------------------------------- | --------------------------------------------------- |
| 1                                                   | Hướng Trung Phát                                    | Chủ tịch Trung ương kiêm Bộ Chính trị               |                                                     |
| 2                                                   | Chu Ân Lai                                          | Bí thư trưởng kiêm Trưởng Cơ quan Tổ chức           |                                                     |
| 3                                                   | Cù Thu Bạch                                         |                                                     |                                                     |

#### Hội nghị Trung ương lần thứ 4 (1/1931)
| Hội nghị Trung ương lần thứ 4 khóa 6 (1/1931) | Hội nghị Trung ương lần thứ 4 khóa 6 (1/1931) | Hội nghị Trung ương lần thứ 4 khóa 6 (1/1931)                             | Hội nghị Trung ương lần thứ 4 khóa 6 (1/1931)                                           |
| Thứ tự                                        | Tên                                           | Chức vụ Đảng                                                              | Ghi chú khác                                                                            |
| --------------------------------------------- | --------------------------------------------- | ------------------------------------------------------------------------- | --------------------------------------------------------------------------------------- |
| 1                                             | Hướng Trung Phát                              | Chủ tịch Trung ương kiêm Bộ Chính trị                                     |                                                                                         |
| 2                                             | Chu Ân Lai                                    | Bí thư trưởng kiêm Trưởng Cơ quan Tổ chức                                 |                                                                                         |
| 3                                             | Trương Quốc Đảo                               |                                                                           |                                                                                         |
| 4                                             | Trần Thiệu Vũ                                 |                                                                           |                                                                                         |
| Hướng Trung Phát bị cắt chức (6/1931)         |                                               |                                                                           |                                                                                         |
| 1                                             | Lô Phúc Thản                                  | Bí thư Tỉnh ủy Hà Bắc Đảng Cộng sản Trung Quốc kiêm Bí thư Tỉnh ủy Hà Nam |                                                                                         |
| 2                                             | Chu Ân Lai                                    | Bí thư trưởng kiêm Trưởng Cơ quan Tổ chức                                 |                                                                                         |
| 3                                             | Lưu Thiếu Kỳ                                  | Bí thư Tỉnh ủy Mãn Châu Đảng Cộng sản Trung Quốc                          |                                                                                         |
| 4                                             | Trương Văn Thiên                              | Trưởng ban Tuyên truyền Trung ương Đảng Cộng sản Trung Quốc               |                                                                                         |
| Từ tháng 9/1931                               |                                               |                                                                           |                                                                                         |
| 1                                             | Bác Cổ                                        | Bí thư Trung ương Đoàn Thanh niên Chủ nghĩa Cộng sản Trung Quốc           |                                                                                         |
| 2                                             | Trương Văn Thiên                              | Trưởng ban Tuyên truyền Trung ương Đảng Cộng sản Trung Quốc               |                                                                                         |
| 3                                             | Lô Phúc Thản                                  | Bí thư Tỉnh ủy Hà Bắc Đảng Cộng sản Trung Quốc kiêm Bí thư Tỉnh ủy Hà Nam | Thêm chức vụ Ủy viên chấp hành chính phủ trung ương lâm thời Cộng hòa Xô Viết Trung Hoa |

#### Hội nghị Trung ương lần thứ 5 (1/1934)
| Hội nghị Trung ương lần thứ 5 khóa 6 (1/1934)     | Hội nghị Trung ương lần thứ 5 khóa 6 (1/1934) | Hội nghị Trung ương lần thứ 5 khóa 6 (1/1934)                                                                                    | Hội nghị Trung ương lần thứ 5 khóa 6 (1/1934) |
| Thứ tự                                            | Tên                                           | Chức vụ Đảng | Ghi chú khác                                  |
| ------------------------------------------------- | --------------------------------------------- | --- | --------------------------------------------- |
| 1                                                 | Bác Cổ                                        | Tổng Bí thư Ủy ban Trung ương |                                               |
| 2                                                 | Trương Văn Thiên                              | Chủ tịch Ủy ban Nhân dân Chính phủ Trung ương Cộng hòa Xô Viết Trung Hoa                                                         |                                               |
| 3                                                 | Chu Ân Lai                                    | Tổng Chính ủy Hồng quân Công nông Trung Quốc Phó Chủ tịch Ủy ban quân sự cách mạng Trung ương Chính ủy phương diện quân thứ nhất |                                               |
| 4                                                 | Hạng Anh                                      | Phó Chủ tịch Ủy ban chấp hành Trung ương Cộng hòa Xô Viết Trung Hoa                                                              |                                               |
| Hội nghị Bộ Chính trị mở rộng Trung ương (1/1935) |                                               | |                                               |
| 1                                                 | Trương Văn Thiên                              | Tổng Bí thư Ủy ban Trung ương |                                               |
| 2                                                 | Mao Trạch Đông                                | Chủ tịch Ủy ban chấp hành Trung ương lâm thời Cộng hòa Xô viết Trung Hoa                                                         |                                               |
| 3                                                 | Chu Ân Lai                                    | Tổng Chính ủy Hồng quân công nông kiêm Tổng Chính ủy phương diện thứ 1 Hồng quân, Phó Chủ tịch Quân ủy cách mạng Trung ương      |                                               |
| 4                                                 | Bác Cổ                                        | Chủ tịch Ban sự vụ Tây Bắc Xô viết Trung Hoa                                                                                     |                                               |
| 5                                                 | Vương Giá Tường                               | Phó Chủ tịch Ủy ban Quân sự cách mạng                                                                                            |                                               |
| Hội nghị Bộ Chính trị Trung ương (12/1937)        |                                               | |                                               |
| 1                                                 | Mao Trạch Đông                                | Chủ tịch Ủy ban cách mạng quân sự Trung ương                                                                                     |                                               |
| 2                                                 | Vương Minh                                    | Bí thư Cục Trường Giang Trung ương Đảng Cộng sản Trung Quốc                                                                      |                                               |
| 3                                                 | Trương Văn Thiên                              | Tổng Bí thư Ủy ban Trung ương |                                               |
| 4                                                 | Trần Vân                                      | Trưởng ban Tổ chức Trung ương Đảng Cộng sản Trung Quốc                                                                           |                                               |
| 5                                                 | Khang Sinh                                    | Hiệu trưởng trường Đảng Trung ương Đảng Cộng sản Trung Quốc                                                                      |                                               |

#### Hội nghị Trung ương lần thứ 6 (9/1938)
| Hội nghị Trung ương lần thứ 6 khóa 6 (9-11/1938) | Hội nghị Trung ương lần thứ 6 khóa 6 (9-11/1938) | Hội nghị Trung ương lần thứ 6 khóa 6 (9-11/1938)                                     | Hội nghị Trung ương lần thứ 6 khóa 6 (9-11/1938) |
| Thứ tự                                           | Tên                                              | Chức vụ Đảng                                                                         | Ghi chú khác                                     |
| ------------------------------------------------ | ------------------------------------------------ | ------------------------------------------------------------------------------------ | ------------------------------------------------ |
| 1                                                | Mao Trạch Đông                                   | Chủ tịch Ủy ban cách mạng quân sự Trung ương                                         |                                                  |
| 2                                                | Trương Văn Thiên                                 | Tổng Bí thư Ủy ban Trung ương                                                        |                                                  |
| 3                                                | Trần Vân                                         | Bí thư Ủy ban Công tác Thanh niên Trung ương Đảng Cộng sản Trung Quốc                |                                                  |
| 4                                                | Khang Sinh                                       | Hiệu trưởng trường Đảng Trung ương Đảng Cộng sản Trung Quốc                          |                                                  |
| 5                                                | Vương Minh                                       | Trưởng ban Mặt trận Trung ương Đảng Cộng sản Trung Quốc                              |                                                  |
| 6                                                | Nhậm Bật Thời                                    | Bí thư Ban Công tác, Trưởng ban Tổ chức Trung ương, Ủy ban Thanh niên, Ủy ban Phụ nữ | bổ sung tháng 7/1940                             |
| Hội nghị Bộ Chính trị Trung ương (20/3/1943)     |                                                  |                                                                                      |                                                  |
| 1                                                | Mao Trạch Đông                                   | Chủ tịch Ủy ban cách mạng quân sự Trung ương                                         |                                                  |
| 2                                                | Lưu Thiếu Kỳ                                     | Phó Chủ tịch Ủy ban cách mạng quân sự Trung ương                                     |                                                  |
| 3                                                | Nhậm Bật Thời                                    | Tổng thư ký Trung ương Bộ Chính trị Trung ương                                       |                                                  |

#### Hội nghị Trung ương lần thứ 7
| Đoàn Chủ tịch Trung ương lần thứ 7 khóa 6 | Đoàn Chủ tịch Trung ương lần thứ 7 khóa 6 | Đoàn Chủ tịch Trung ương lần thứ 7 khóa 6        | Đoàn Chủ tịch Trung ương lần thứ 7 khóa 6 |
| Thứ tự                                    | Tên                                       | Chức vụ Đảng                                     | Ghi chú khác                              |
| ----------------------------------------- | ----------------------------------------- | ------------------------------------------------ | ----------------------------------------- |
| 1                                         | Mao Trạch Đông                            | Chủ tịch Ủy ban cách mạng quân sự Trung ương     | Chủ tịch Đoàn Chủ tịch                    |
| 2                                         | Lưu Thiếu Kỳ                              | Phó Chủ tịch Ủy ban cách mạng quân sự Trung ương |                                           |
| 3                                         | Chu Ân Lai                                | Phó Chủ tịch Ủy ban cách mạng quân sự Trung ương |                                           |
| 4                                         | Nhậm Bật Thời                             | Tổng thư ký Trung ương Bộ Chính trị Trung ương   |                                           |

### Đại hội Đảng Cộng sản Trung Quốc lần thứ 7
| Đại hội Đảng Cộng sản Trung Quốc lần thứ 7 (1945) | Đại hội Đảng Cộng sản Trung Quốc lần thứ 7 (1945) | Đại hội Đảng Cộng sản Trung Quốc lần thứ 7 (1945)                                                                                 | Đại hội Đảng Cộng sản Trung Quốc lần thứ 7 (1945)   |
| Thứ tự                                            | Tên                                               | Chức vụ Đảng | Ghi chú khác                                        |
| ------------------------------------------------- | ------------------------------------------------- | --- | --------------------------------------------------- |
| 1                                                 | Mao Trạch Đông                                    | Chủ tịch Đảng |                                                     |
| 2                                                 | Chu Đức                                           | Bí thư Ban Bí thư,Tổng Tư lệnh Quân Giải phóng Nhân dân,Phó Chủ tịch Chính phủ Nhân dân,Bí thư Ủy ban Kiểm tra Kỷ luật Trung ương |                                                     |
| 3                                                 | Lưu Thiếu Kỳ                                      | Bí thư Ban Bí thư,Phó Chủ tịch Chính phủ Nhân dân                                                                                 |                                                     |
| 4                                                 | Chu Ân Lai                                        | Bí thư Ban Bí thư,Thủ tướng Chính phủ Nhân dân,Bộ trưởng Bộ Ngoại giao                                                            |                                                     |
| 5                                                 | Nhậm Bật Thời                                     | Tổng Thư ký Trung ương Bộ Chính trị Trung ương                                                                                    | Mất tháng 10 năm 1950                               |
| 6                                                 | Trần Vân                                          | Phó Thủ tướng Chính phủ Nhân dân                                                                                                  | Bầu thêm sau Hội nghị Trung ương 3 tháng 6 năm 1950 |

### Đại hội Đảng Cộng sản Trung Quốc lần thứ 8
| Đại hội Đảng Cộng sản Trung Quốc lần thứ 8 (1956) | Đại hội Đảng Cộng sản Trung Quốc lần thứ 8 (1956) | Đại hội Đảng Cộng sản Trung Quốc lần thứ 8 (1956)                                                                                         | Đại hội Đảng Cộng sản Trung Quốc lần thứ 8 (1956) |
| Thứ tự                                            | Tên                                               | Chức vụ Đảng và Nhà nước | Ghi chú khác                                      |
| ------------------------------------------------- | ------------------------------------------------- | --- | ------------------------------------------------- |
| 1                                                 | Mao Trạch Đông                                    | Chủ tịch Đảng Chủ tịch nước (đến năm 1959) Chủ tịch Quân ủy Trung ương Chủ tịch Danh dự Hội nghị Chính trị Hiệp thương Nhân dân Toàn quốc |                                                   |
| 2                                                 | Lưu Thiếu Kỳ                                      | Phó Chủ tịch Đảng Chủ tịch nước (1959 - tháng 10 năm 1968)                                                                                |                                                   |
| 3                                                 | Chu Ân Lai                                        | Phó Chủ tịch Đảng Thủ tướng |                                                   |
| 4                                                 | Chu Đức                                           | Phó Chủ tịch Đảng Chủ tịch Quốc hội (1959-1976)                                                                                           |                                                   |
| 5                                                 | Trần Vân                                          | Phó Chủ tịch Đảng |                                                   |
| 6                                                 | Lâm Bưu                                           | Phó Chủ tịch Đảng Bộ trưởng Bộ Quốc phòng (1959-1971)                                                                                     | Bầu thêm sau Hội nghị Trung ương 5 năm 1958       |
| 7                                                 | Đặng Tiểu Bình                                    | Tổng bí thư Ủy ban Trung ương Đảng |                                                   |
| Hội nghị Trung ương 11 (tháng 8 năm 1966)         |                                                   | |                                                   |
| Thứ tự                                            | Tên                                               | Chức vụ Đảng và Nhà nước | Ghi chú khác                                      |
| 1                                                 | Mao Trạch Đông                                    | Chủ tịch Đảng |                                                   |
| 2                                                 | Lâm Bưu                                           | Phó Chủ tịch Đảng Bộ trưởng Bộ Quốc phòng (1959-1971)                                                                                     |                                                   |
| 3                                                 | Chu Ân Lai                                        | Thủ tướng |                                                   |
| 4                                                 | Đào Chú                                           | Bí thư Tỉnh ủy Quảng Đông,Hiệu trưởng trường Đại học Kị Nam                                                                               |                                                   |
| 5                                                 | Trần Bá Đạt                                       | Tổ trưởng Tiểu ban Văn Cách Trung ương |                                                   |
| 6                                                 | Đặng Tiểu Bình                                    | Tổng bí thư Ban bí thư Trung ương |                                                   |
| 7                                                 | Khang Sinh                                        | Phó trưởng Ban Văn Giáo Trung ương,Phó chủ nhiệm Ủy ban Công tác Giáo dục                                                                 |                                                   |
| 8                                                 | Lưu Thiếu Kỳ                                      | Phó Chủ tịch Đảng |                                                   |
| 9                                                 | Chu Đức                                           | Phó Chủ tịch Đảng,Phó Chủ tịch Quân ủy Trung ương,Phó Chủ tịch nước                                                                       |                                                   |
| 10                                                | Lý Phú Xuân                                       | Phó Thủ tướng,Chủ nhiệm Ủy ban Kế hoạch Nhà nước                                                                                          |                                                   |
| 11                                                | Trần Vân                                          | Phó Chủ tịch Đảng,Phó Thủ tướng Quốc vụ Viện                                                                                              |                                                   |

### Đại hội Đảng Cộng sản Trung Quốc lần thứ 9
| Đại hội Đảng Cộng sản Trung Quốc lần thứ 9 (1969) | Đại hội Đảng Cộng sản Trung Quốc lần thứ 9 (1969) | Đại hội Đảng Cộng sản Trung Quốc lần thứ 9 (1969)                                                          | Đại hội Đảng Cộng sản Trung Quốc lần thứ 9 (1969) |
| Thứ tự                                            | Tên                                               | Chức vụ Đảng và Nhà nước                                                                                   | Ghi chú khác                                      |
| ------------------------------------------------- | ------------------------------------------------- | --- | ------------------------------------------------- |
| 1                                                 | Mao Trạch Đông                                    | Chủ tịch Đảng Chủ tịch Nước, Chủ tịch Quân ủy Trung ương                                                   |                                                   |
| 2                                                 | Lâm Bưu                                           | Phó Chủ tịch Đảng Phó Thủ tướng, Bộ trưởng Bộ Quốc phòng (1959-1971)                                       | Mất sau tai nạn máy bay tháng 9 năm 1971          |
| 3                                                 | Chu Ân Lai                                        | Thủ tướng Chủ tịch Hội nghị Chính trị Hiệp thương Nhân dân Toàn quốc                                       |                                                   |
| 4                                                 | Trần Bá Đạt                                       | Tổ trưởng Tiểu ban Văn Cách Trung ương                                                                     |                                                   |
| 5                                                 | Khang Sinh                                        | Phó Ủy viên trưởng Ủy ban Thường vụ Đại hội Đại biểu Nhân dân Toàn Quốc,Cố vấn tiểu Tổ Văn Cách Trung ương |                                                   |

### Đại hội Đảng Cộng sản Trung Quốc lần thứ 10
| Đại hội Đảng Cộng sản Trung Quốc lần thứ 10 (1973) | Đại hội Đảng Cộng sản Trung Quốc lần thứ 10 (1973) | Đại hội Đảng Cộng sản Trung Quốc lần thứ 10 (1973) | Đại hội Đảng Cộng sản Trung Quốc lần thứ 10 (1973)                                              |
| Thứ tự                                             | Tên                                                | Chức vụ Đảng và Nhà nước | Ghi chú khác                                                                                    |
| -------------------------------------------------- | -------------------------------------------------- | --- | ----------------------------------------------------------------------------------------------- |
| 1                                                  | Mao Trạch Đông                                     | Chủ tịch Đảng, chủ tịch quân ủy | Mất năm 1976                                                                                    |
| 2                                                  | Chu Ân Lai                                         | Phó Chủ tịch Đảng Thủ tướng Chủ tịch Chính Hiệp | Mất năm 1976                                                                                    |
| 3                                                  | Vương Hồng Văn                                     | Phó Chủ tịch Đảng | Bị bắt sau vụ Tứ nhân bang tháng 10 năm 1976                                                    |
| 4                                                  | Khang Sinh                                         | Phó Chủ tịch Đảng | Mất năm 1975                                                                                    |
| 5                                                  | Diệp Kiếm Anh                                      | Phó Chủ tịch Đảng,Bộ trưởng Bộ Quốc phòng |                                                                                                 |
| 6                                                  | Lý Đức Sinh                                        | Phó Chủ tịch Đảng | Từ chức tháng 1 năm 1975                                                                        |
| 7                                                  | Chu Đức                                            | Ủy viên Trưởng Ủy ban thường vụ Nhân Đại (1959-1976) | Mất năm 1976                                                                                    |
| 8                                                  | Trương Xuân Kiều                                   | Phó Thủ tướng, Phó Tổ trưởng Tổ tuyên truyền Trung ương Bí thư Thượng Hải, Thành viên Văn phòng Quân ủy                                                         | Bị bắt sau vụ Tứ nhân bang tháng 10 năm 1976                                                    |
| 9                                                  | Đổng Tất Vũ                                        | Phó Chủ tịch nước (1968-1975) | Mất năm 1975                                                                                    |
| 10                                                 | Đặng Tiểu Bình                                     | Phó Chủ tịch Đảng | Bầu thêm sau Hội nghị Trung ương 2 tháng 1 năm 1975 Bị loại khỏi Ban Thường vụ tháng 4 năm 1976 |
| 11                                                 | Hoa Quốc Phong                                     | Thủ tướng (1976-1980) | Bầu thêm sau Hội nghị chính trị tháng 4 năm 1976                                                |
| Sau sự kiện Tứ nhân bang tháng 10 năm 1976         |                                                    | |                                                                                                 |
| Thứ tự                                             | Tên                                                | Chức vụ Đảng và Nhà nước | Ghi chú khác                                                                                    |
| 1                                                  | Hoa Quốc Phong                                     | phó chủ tịch Đảng,Thủ tướng (1976-1980) |                                                                                                 |
| 2                                                  | Diệp Kiếm Anh                                      | Ủy viên trưởng Ủy ban thường vụ Nhân Đại |                                                                                                 |
| Hội nghị Trung ương 3 (tháng 7 năm 1977)           |                                                    | |                                                                                                 |
| Thứ tự                                             | Tên                                                | Chức vụ Đảng và Nhà nước | Ghi chú khác                                                                                    |
| 1                                                  | Hoa Quốc Phong                                     | Chủ tịch Đảng,Thủ tướng Quốc vụ viện,Chủ tịch Quân ủy Trung ương                                                                                                |                                                                                                 |
| 2                                                  | Diệp Kiếm Anh                                      | Ủy viên trưởng Ủy ban thường vụ Nhân Đại |                                                                                                 |
| 3                                                  | Đặng Tiểu Bình                                     | Phó Chủ tịch Đảng, Phó Thủ tướng Chủ tịch Hội nghị Hiệp thương Chính trị Nhân dân Toàn quốc Trung Quốc Tổng Tham mưu trưởng Quân Giải phóng Nhân dân Trung Quốc |                                                                                                 |

### Đại hội Đảng Cộng sản Trung Quốc lần thứ 11
| Đại hội Đảng Cộng sản Trung Quốc lần thứ 11 (1977) | Đại hội Đảng Cộng sản Trung Quốc lần thứ 11 (1977) | Đại hội Đảng Cộng sản Trung Quốc lần thứ 11 (1977) | Đại hội Đảng Cộng sản Trung Quốc lần thứ 11 (1977) |
| Thứ tự                                             | Tên                                                | Chức vụ Đảng và Nhà nước | Ghi chú khác                                       |
| -------------------------------------------------- | -------------------------------------------------- | --- | -------------------------------------------------- |
| 1                                                  | Hoa Quốc Phong                                     | Chủ tịch Đảng,Chủ tịch Quân ủy Trung ương Thủ tướng Quốc vụ viện |                                                    |
| 2                                                  | Diệp Kiếm Anh                                      | Chủ tịch nước,Ủy viên trưởng Ủy ban Thường vụ Đại hội Đại biểu Nhân dân Phó Chủ tịch Quân ủy Trung ương                                                                               |                                                    |
| 3                                                  | Đặng Tiểu Bình                                     | Phó Chủ tịch Đảng,Phó Chủ tịch Quân ủy Trung ương Chủ tịch Hội nghị Chính trị Hiệp thương Nhân dân Toàn Quốc Phó Thủ tướng,Tổng Tham mưu trưởng quân Giải phóng Nhân dân Trung Quốc   |                                                    |
| 4                                                  | Uông Đông Hưng                                     | Phó Chủ tịch Đảng |                                                    |
| 5                                                  | Lý Tiên Niệm                                       | Phó Chủ tịch Đảng |                                                    |
| Hội nghị Trung ương 3 (18-22/12/1978)              |                                                    | |                                                    |
| Thứ tự                                             | Tên                                                | Chức vụ Đảng và Nhà nước | Ghi chú khác                                       |
| 1                                                  | Hoa Quốc Phong                                     | Chủ tịch Đảng,Chủ tịch Quân ủy Trung ương Thủ tướng Quốc vụ viện |                                                    |
| 2                                                  | Diệp Kiếm Anh                                      | Chủ tịch nước,Ủy viên trưởng Ủy ban Thường vụ Đại hội Đại biểu Nhân dân Phó Chủ tịch Quân ủy Trung ương                                                                               |                                                    |
| 3                                                  | Đặng Tiểu Bình                                     | Phó Chủ tịch Đảng,Phó Chủ tịch Quân ủy Trung ương Chủ tịch Hội nghị Chính trị Hiệp thương Nhân dân Toàn Quốc Phó Thủ tướng,Tổng Tham mưu trưởng quân Giải phóng Nhân dân Trung Quốc   |                                                    |
| 4                                                  | Uông Đông Hưng                                     | Phó Chủ tịch Đảng |                                                    |
| 5                                                  | Lý Tiên Niệm                                       | Phó Chủ tịch Đảng |                                                    |
| 6                                                  | Trần Vân                                           | Phó Chủ tịch Đảng |                                                    |
| Hội nghị Trung ương 5 (23-29/2/1980)               |                                                    | |                                                    |
| Thứ tự                                             | Tên                                                | Chức vụ Đảng và Nhà nước | Ghi chú khác                                       |
| 1                                                  | Hoa Quốc Phong                                     | Chủ tịch Đảng, Chủ tịch Quân ủy Trung ương Thủ tướng Quốc vụ viện |                                                    |
| 2                                                  | Diệp Kiếm Anh                                      | Chủ tịch nước, Ủy viên trưởng Ủy ban Thường vụ Đại hội Đại biểu Nhân dân Phó Chủ tịch Quân ủy Trung ương                                                                              |                                                    |
| 3                                                  | Đặng Tiểu Bình                                     | Phó Chủ tịch Đảng, Phó Chủ tịch Quân ủy Trung ương Chủ tịch Hội nghị Chính trị Hiệp thương Nhân dân Toàn Quốc Phó Thủ tướng, Tổng Tham mưu trưởng quân Giải phóng Nhân dân Trung Quốc |                                                    |
| 4                                                  | Uông Đông Hưng                                     | Phó Chủ tịch Đảng |                                                    |
| 5                                                  | Lý Tiên Niệm                                       | Phó Chủ tịch Đảng |                                                    |
| 6                                                  | Trần Vân                                           | Phó Chủ tịch Đảng |                                                    |
| 7                                                  | Hồ Diệu Bang                                       | Tổng Bí thư Ban Bí thư Trung ương |                                                    |
| 8                                                  | Triệu Tử Dương                                     | Phó Chủ tịch Chính Hiệp |                                                    |
| Hội nghị Trung ương 6 (tháng 6 năm 1981)           |                                                    | |                                                    |
| Thứ tự                                             | Tên                                                | Chức vụ Đảng và Nhà nước | Ghi chú khác                                       |
| 1                                                  | Hồ Diệu Bang                                       | Chủ tịch Đảng Tổng Bí thư Ủy ban Trung ương Đảng Tổng Bí thư Ban Bí thư Trung ương |                                                    |
| 2                                                  | Diệp Kiếm Anh                                      | Chủ tịch Quốc hội (1978-1983), Phó Chủ tịch Quân ủy |                                                    |
| 3                                                  | Đặng Tiểu Bình                                     | Chủ tịch Quân ủy Trung ương Chủ tịch Hội nghị Chính trị Hiệp thương Nhân dân Toàn Quốc Phó Thủ tướng                                                                                  |                                                    |
| 4                                                  | Triệu Tử Dương                                     | Thủ tướng Quốc vụ viện |                                                    |
| 5                                                  | Lý Tiên Niệm                                       | Phó Chủ tịch Đảng |                                                    |
| 6                                                  | Trần Vân                                           | Phó Chủ tịch Đảng Bí thư thứ nhất Ủy ban Kiểm tra Kỷ luật Trung ương |                                                    |
| 7                                                  | Hoa Quốc Phong                                     | Phó Chủ tịch Đảng |                                                    |

### Đại hội Đảng Cộng sản Trung Quốc lần thứ 12
| Đại hội Đảng Cộng sản Trung Quốc lần thứ 12 (1982) | Đại hội Đảng Cộng sản Trung Quốc lần thứ 12 (1982) | Đại hội Đảng Cộng sản Trung Quốc lần thứ 12 (1982)                                               | Đại hội Đảng Cộng sản Trung Quốc lần thứ 12 (1982) |
| Thứ tự                                             | Tên                                                | Chức vụ Đảng và Nhà nước                                                                         | Ghi chú khác                                       |
| -------------------------------------------------- | -------------------------------------------------- | ------------------------------------------------------------------------------------------------ | -------------------------------------------------- |
| 1                                                  | Hồ Diệu Bang                                       | Tổng Bí thư                                                                                      |                                                    |
| 2                                                  | Diệp Kiếm Anh                                      | Chủ tịch Quốc hội (1978-1983), Phó Chủ tịch Quân ủy                                              | Từ chức sau Hội nghị Trung ương 5 tháng 9 năm 1985 |
| 3                                                  | Đặng Tiểu Bình                                     | Chủ tịch Quân ủy Trung ương (1981-1989)                                                          |                                                    |
| 4                                                  | Triệu Tử Dương                                     | Thủ tướng Quốc vụ viện Phó Chủ tịch Quân ủy Trung ương (tại Hội nghị Chính trị mở rộng năm 1987) |                                                    |
| 5                                                  | Lý Tiên Niệm                                       | Chủ tịch nước (1983-1988)                                                                        |                                                    |
| 6                                                  | Trần Vân                                           | Bí thư Ủy ban kiểm tra kỷ luật Trung ương Đảng Cộng sản Trung Quốc                               |                                                    |
| Hội nghị Chính trị mở rộng (tháng 1 năm 1987)      |                                                    |                                                                                                  |                                                    |
| Thứ tự                                             | Tên                                                | Chức vụ Đảng và Nhà nước                                                                         | Ghi chú khác                                       |
| 1                                                  | Triệu Tử Dương                                     | Quyền Tổng Bí thư Thủ tướng Phó Chủ tịch Quân ủy Trung ương                                      |                                                    |
| 2                                                  | Đặng Tiểu Bình                                     | Chủ tịch Quân ủy Trung ương (1981-1989)                                                          |                                                    |
| 3                                                  | Lý Tiên Niệm                                       | Chủ tịch nước                                                                                    |                                                    |
| 4                                                  | Trần Vân                                           | Bí thư Ủy ban kiểm tra kỷ luật Trung ương                                                        |                                                    |
| 5                                                  | Hồ Diệu Bang                                       |                                                                                                  |                                                    |

### Đại hội Đảng Cộng sản Trung Quốc lần thứ 13
| Đại hội Đảng Cộng sản Trung Quốc lần thứ 13 (1987)        | Đại hội Đảng Cộng sản Trung Quốc lần thứ 13 (1987) | Đại hội Đảng Cộng sản Trung Quốc lần thứ 13 (1987)                                | Đại hội Đảng Cộng sản Trung Quốc lần thứ 13 (1987) |
| Thứ tự                                                    | Tên                                                | Chức vụ Đảng và Nhà nước                                                          | Ghi chú khác                                       |
| --------------------------------------------------------- | -------------------------------------------------- | --------------------------------------------------------------------------------- | -------------------------------------------------- |
| 1                                                         | Triệu Tử Dương                                     | Tổng Bí thư (1987-1989)                                                           | Bị truất năm 1989 thay bằng Giang Trạch Dân        |
| 2                                                         | Lý Bằng                                            | Phó Thủ tướng (1983-1987); Quyền Thủ tướng (1987-1988); Thủ tướng (1988-1998)     |                                                    |
| 3                                                         | Kiều Thạch                                         | Bí thư Ủy ban Kiểm tra Trung ương (1987-1992), Hiệu trưởng trường Đảng Trung ương |                                                    |
| 4                                                         | Hồ Khải Lập                                        | Bí thư Ban Bí thư                                                                 | Bị truất năm 1989, thay bằng Tống Bình             |
| 5                                                         | Diêu Y Lâm                                         | Phó Thủ tướng Thứ nhất                                                            |                                                    |
| Hội nghị Trung ương Đảng lần thứ 4 khóa 13 (23-24/6/1989) |                                                    |                                                                                   |                                                    |
| Thứ tự                                                    | Tên                                                | Chức vụ Đảng và Nhà nước                                                          | Ghi chú khác                                       |
| 1                                                         | Giang Trạch Dân                                    | Tổng Bí thư, Chủ tịch nước, Chủ tịch Quân ủy Trung ương                           |                                                    |
| 2                                                         | Lý Bằng                                            | Thủ tướng Quốc vụ viện                                                            |                                                    |
| 3                                                         | Kiều Thạch                                         | Bí thư Trung ương Đảng, Bí thư Ban Kiểm tra Kỷ luật Trung ương                    |                                                    |
| 4                                                         | Diêu Y Lâm                                         | Phó Thủ tướng                                                                     |                                                    |
| 5                                                         | Tống Bình                                          | Trưởng ban Tổ chức Trung ương                                                     |                                                    |
| 6                                                         | Lý Thụy Hoàn                                       | Bí thư Thành ủy kiêm Thị trưởng Chính phủ Nhân dân Thiên Tân.                     |                                                    |

### Đại hội Đảng Cộng sản Trung Quốc lần thứ 14
| Đại hội Đảng Cộng sản Trung Quốc lần thứ 14 (1992) | Đại hội Đảng Cộng sản Trung Quốc lần thứ 14 (1992) | Đại hội Đảng Cộng sản Trung Quốc lần thứ 14 (1992)                                    | Đại hội Đảng Cộng sản Trung Quốc lần thứ 14 (1992) |
| Thứ tự                                             | Tên                                                | Chức vụ Đảng và Nhà nước                                                              | Ghi chú khác                                       |
| -------------------------------------------------- | -------------------------------------------------- | ------------------------------------------------------------------------------------- | -------------------------------------------------- |
| 1                                                  | Giang Trạch Dân                                    | Tổng Bí thư Chủ tịch nước Chủ tịch Ủy ban Quân sự Trung ương Đảng Cộng sản Trung Quốc | Lãnh đạo Đảng thứ 3 sau Đặng Tiểu Bình.            |
| 2                                                  | Lý Bằng                                            | Thủ tướng Quốc vụ viện                                                                |                                                    |
| 3                                                  | Kiều Thạch                                         | Ủy viên trưởng Ủy ban Thường vụ Đại hội Đại biểu Nhân dân Toàn quốc                   |                                                    |
| 4                                                  | Lý Thụy Hoàn                                       | Chủ tịch Hội nghị hiệp thương Chính trị Nhân dân Toàn quốc                            |                                                    |
| 5                                                  | Chu Dung Cơ                                        | Phó Thủ tướng Thường trực Quốc vụ viện                                                |                                                    |
| 6                                                  | Lưu Hoa Thanh                                      | Phó Chủ tịch Ủy ban Quân sự Trung ương Trung Quốc                                     |                                                    |
| 7                                                  | Hồ Cẩm Đào                                         | Phó Chủ tịch nước, Bí thư Ban Bí thư, Hiệu trưởng trường Đảng Trung ương              |                                                    |

### Đại hội Đảng Cộng sản Trung Quốc lần thứ 15
| Đại hội Đảng Cộng sản Trung Quốc lần thứ 15 (1997) | Đại hội Đảng Cộng sản Trung Quốc lần thứ 15 (1997) | Đại hội Đảng Cộng sản Trung Quốc lần thứ 15 (1997)                                                        | Đại hội Đảng Cộng sản Trung Quốc lần thứ 15 (1997) |
| Thứ tự                                             | Tên                                                | Chức vụ Đảng và Nhà nước                                                                                  | Ghi chú khác                                       |
| -------------------------------------------------- | -------------------------------------------------- | --- | -------------------------------------------------- |
| 1                                                  | Giang Trạch Dân                                    | Tổng Bí thư Chủ tịch nước Chủ tịch Quân ủy Trung ương                                                     |                                                    |
| 2                                                  | Lý Bằng                                            | Ủy viên trưởng Ủy ban Thường vụ Đại hội Đại biểu Nhân dân Toàn quốc                                       |                                                    |
| 3                                                  | Chu Dung Cơ                                        | Thủ tướng Quốc vụ viện                                                                                    |                                                    |
| 4                                                  | Lý Thụy Hoàn                                       | Chủ tịch Chính hiệp                                                                                       |                                                    |
| 5                                                  | Hồ Cẩm Đào                                         | Phó Chủ tịch nước, Phó Chủ tịch Quân ủy Trung ương, Bí thư Ban Bí thư, Hiệu trưởng Trường Đảng Trung ương |                                                    |
| 6                                                  | Úy Kiện Hành                                       | Bí thư Ủy ban Kiểm tra Kỷ luật Trung ương                                                                 |                                                    |
| 7                                                  | Lý Lam Thanh                                       | Phó Thủ tướng thứ nhất                                                                                    |                                                    |

### Đại hội Đảng Cộng sản Trung Quốc lần thứ 16
| Đại hội Đảng Cộng sản Trung Quốc lần thứ 16 (2002) | Đại hội Đảng Cộng sản Trung Quốc lần thứ 16 (2002) | Đại hội Đảng Cộng sản Trung Quốc lần thứ 16 (2002)                                | Đại hội Đảng Cộng sản Trung Quốc lần thứ 16 (2002) |
| Thứ tự                                             | Tên                                                | Chức vụ Đảng và Nhà nước                                                          | Ghi chú khác                                       |
| -------------------------------------------------- | -------------------------------------------------- | --------------------------------------------------------------------------------- | -------------------------------------------------- |
| 1                                                  | Hồ Cẩm Đào                                         | Tổng Bí thư Chủ tịch nước Chủ tịch Quân ủy Trung ương                             |                                                    |
| 2                                                  | Ngô Bang Quốc                                      | Ủy viên trưởng Ủy ban Thường vụ Nhân Đại Toàn quốc (Chủ tịch Quốc hội)            |                                                    |
| 3                                                  | Ôn Gia Bảo                                         | Thủ tướng Quốc vụ viện                                                            |                                                    |
| 4                                                  | Giả Khánh Lâm                                      | Chủ tịch Ủy ban Toàn quốc Chính Hiệp                                              |                                                    |
| 5                                                  | Tăng Khánh Hồng                                    | Phó Chủ tịch nước, Bí thư thứ nhất Ban Bí thư, Hiệu trưởng Trường Đảng Trung ương |                                                    |
| 6                                                  | Hoàng Cúc                                          | Phó Thủ tướng thứ nhất                                                            | Mất tháng 6 năm 2007 khi còn tại nhiệm             |
| 7                                                  | Ngô Quan Chính                                     | Bí thư Ủy ban Kiểm tra Kỷ luật Trung ương                                         |                                                    |
| 8                                                  | Lý Trường Xuân                                     | Chủ nhiệm Ủy ban Chỉ đạo Kiến thiết Văn minh Tinh thần Trung ương                 |                                                    |
| 9                                                  | La Cán                                             | Bí thư Ủy ban Chính trị Pháp luật Trung ương                                      |                                                    |

### Đại hội Đảng Cộng sản Trung Quốc lần thứ 17
| Đại hội Đảng Cộng sản Trung Quốc lần thứ 17 (2007) | Đại hội Đảng Cộng sản Trung Quốc lần thứ 17 (2007) | Đại hội Đảng Cộng sản Trung Quốc lần thứ 17 (2007)                                                        | Đại hội Đảng Cộng sản Trung Quốc lần thứ 17 (2007) |
| Thứ tự                                             | Tên                                                | Chức vụ Đảng và Nhà nước                                                                                  | Ghi chú khác                                       |
| -------------------------------------------------- | -------------------------------------------------- | --- | -------------------------------------------------- |
| 1                                                  | Hồ Cẩm Đào                                         | Tổng Bí thư Chủ tịch nước Chủ tịch Ủy ban Quân sự Trung ương Đảng và Nhà nước                             |                                                    |
| 2                                                  | Ngô Bang Quốc                                      | Ủy viên trưởng Ủy ban Thường vụ Đại hội Đại biểu Nhân dân Toàn quốc (Chủ tịch Quốc hội)                   |                                                    |
| 3                                                  | Ôn Gia Bảo                                         | Thủ tướng Quốc vụ viện                                                                                    |                                                    |
| 4                                                  | Giả Khánh Lâm                                      | Chủ tịch Ủy ban Toàn quốc Chính Hiệp                                                                      |                                                    |
| 5                                                  | Lý Trường Xuân                                     | Chủ nhiệm Ủy ban chỉ đạo Kiến thiết Văn minh Tinh thần Trung ương                                         |                                                    |
| 6                                                  | Tập Cận Bình                                       | Phó Chủ tịch nước, Phó Chủ tịch Quân ủy Trung ương, Bí thư Ban Bí thư, Hiệu trưởng Trường Đảng Trung ương |                                                    |
| 7                                                  | Lý Khắc Cường                                      | Phó Thủ tướng thứ nhất                                                                                    |                                                    |
| 8                                                  | Hạ Quốc Cường                                      | Bí thư Ủy ban Kiểm tra Kỷ luật Trung ương                                                                 |                                                    |
| 9                                                  | Chu Vĩnh Khang                                     | Bí thư Ủy ban Chính trị Pháp luật Trung ương                                                              |                                                    |

### Đại hội Đảng lần thứ 18
| Đại hội 18 (2012) | Đại hội 18 (2012) | Đại hội 18 (2012)                                                                                               | Đại hội 18 (2012)                                                                                        | Đại hội 18 (2012) |
| Thứ tự            | Tên               | Chức vụ Đảng | Chức vụ Nhà nước                                                                                         | Phân công |
| ----------------- | ----------------- | --- | --- | --- |
| 1                 | Tập Cận Bình      | Tổng Bí thư Chủ tịch Quân ủy Trung ương                                                                         | Chủ tịch nước Cộng hòa Nhân dân Trung Hoa Chủ tịch Ủy ban Quân sự Trung ương Cộng hòa Nhân dân Trung Hoa | Chủ tịch Ủy ban An ninh Quốc gia Trung ương Trưởng ban Ban lãnh đạo cải cách sâu rộng toàn diện Trung ương Trưởng ban Tiểu ban Lãnh đạo Cải cách sâu rộng Quốc phòng hóa Quân đội Quân Ủy Trung ương Trưởng ban Tiểu ban lãnh đạo Trung ương về an ninh Internet và thông tin Trưởng ban Tiểu ban Công tác Lãnh đạo Đối ngoại Trung ương Trưởng ban Tiểu ban Công tác Lãnh đạo Đài Loan Trung ương                                       |
| 2                 | Lý Khắc Cường     | Ủy viên Thường vụ Bộ Chính trị Bí thư Ban Cán sự Đảng Quốc Vụ viện                                              | Thủ tướng Quốc vụ viện                                                                                   | Trưởng ban Tiểu ban Lãnh đạo Tài chính Kinh tế Trung ương Chủ nhiệm Ủy ban Biên chế cơ cấu Trung ương Chủ nhiệm Ủy ban Huy động Quốc phòng Nhà nước Chủ nhiệm Ủy ban Năng lượng Nguyên tử Nhà nước Phó Chủ tịch Ủy ban An ninh Quốc gia Trung ương Phó Trưởng ban Ban lãnh đạo cải cách sâu rộng toàn diện Trung ương Phó Trưởng ban Tiểu ban lãnh đạo Trung ương về an ninh Internet và thông tin                                       |
| 3                 | Trương Đức Giang  | Ủy viên Thường vụ Bộ Chính trị Bí thư Ban Cán sự Đại hội Đại biểu Nhân dân Toàn Quốc                            | Ủy viên trưởng Ủy ban Thường vụ Đại hội Đại biểu Nhân dân Toàn quốc (Chủ tịch Quốc hội)                  | Trưởng ban Tiểu ban Công tác Điều phối Hồng Kông và Macao Trung ương Phó Chủ tịch Ủy ban An ninh Quốc gia Trung ương |
| 4                 | Du Chính Thanh    | Ủy viên Thường vụ Bộ Chính trị Bí thư Ban Cán sự Hội nghị Chính trị Hiệp thương Nhân dân                        | Chủ tịch Ủy ban toàn quốc Hội nghị Chính trị Hiệp thương Nhân dân (Chủ tịch Chính hiệp)                  | Trưởng ban Công tác Điều phối Tây Tạng Trung ương Trưởng ban Công tác Điều phối Tân Cương Trung ương Phó Trưởng ban Tiểu ban Công tác Lãnh đạo Đài Loan Trung ương |
| 5                 | Lưu Vân Sơn       | Ủy viên Thường vụ Bộ Chính trị Bí thư (điều hành) Ban Bí thư Trung ương Đảng Hiệu trưởng trường Đảng Trung ương | | Trưởng ban Tiểu ban Công tác Lãnh đạo Tư tưởng Tuyên truyền Trung ương Trưởng ban Tiểu ban Công tác Lãnh đạo xây dựng trong Đảng Trung ương Trưởng ban Tiểu ban Lãnh đạo Hoạt động Thực tiễn Giáo dục Dòng tin Quần chúng Trung ương Đảng Phó Chủ nhiệm Ủy ban Biên chế Cơ cấu Trung ương Phó Trưởng ban Ban lãnh đạo cải cách sâu sắc toàn diện Trung ương Phó Trưởng ban Tiểu ban lãnh đạo Trung ương về an ninh Internet và thông tin |
| 6                 | Vương Kỳ Sơn      | Ủy viên Thường vụ Bộ Chính trị Bí thư Ủy ban Kiểm Tra Kỷ Luật Trung ương                                        | Phó Chủ tịch nước                                                                                        | Trưởng ban Tiểu ban Công tác Lãnh đạo Tuần hành thị sát Trung ương |
| 7                 | Trương Cao Lệ     | Ủy viên Thường vụ Bộ Chính trị Phó Bí thư Ban Cán sự Đảng Quốc Vụ viện                                          | Phó Thủ tướng Thường trực                                                                                | Phó Trưởng ban Tiểu ban Lãnh đạo Tài chính Kinh tế Trung ương Phó Chủ nhiệm Ủy ban Năng lượng Nguyên tử Nhà nước Phó Trưởng ban Tiểu ban Lãnh đạo Cải cách sâu rộng toàn diện Trung ương Chủ nhiệm Ủy ban An toàn Thực phẩm Quốc vụ viện |

### Đại Hội Đảng lần thứ 19[2]
| Đại hội Đảng Cộng sản Trung Quốc lần thứ 19 (2017) | Đại hội Đảng Cộng sản Trung Quốc lần thứ 19 (2017) | Đại hội Đảng Cộng sản Trung Quốc lần thứ 19 (2017)                                                | Đại hội Đảng Cộng sản Trung Quốc lần thứ 19 (2017)                                                       | Đại hội Đảng Cộng sản Trung Quốc lần thứ 19 (2017) |
| Thứ tự                                             | Tên                                                | Chức vụ Đảng                                                                                      | Chức vụ Nhà nước                                                                                         | Phân công |
| -------------------------------------------------- | -------------------------------------------------- | ------------------------------------------------------------------------------------------------- | --- | --- |
| 1                                                  | Tập Cận Bình                                       | Tổng Bí thư Chủ tịch Quân ủy Trung ương                                                           | Chủ tịch nước Cộng hòa Nhân dân Trung Hoa Chủ tịch Ủy ban Quân sự Trung ương Cộng hòa Nhân dân Trung Hoa | Chủ tịch Ủy ban An ninh Quốc gia Trung ương Trưởng ban Ban lãnh đạo cải cách sâu rộng toàn diện Trung ương Trưởng ban Tiểu ban Lãnh đạo Cải cách sâu rộng Quốc phòng hóa Quân đội Quân Ủy Trung ương Trưởng ban Tiểu ban lãnh đạo Trung ương về an ninh Internet và thông tin Trưởng ban Tiểu ban Công tác Lãnh đạo Đối ngoại Trung ương Trưởng ban Tiểu ban Công tác Lãnh đạo Đài Loan Trung ương |
| 2                                                  | Lý Khắc Cường                                      | Ủy viên Thường vụ Bộ Chính trị Bí thư Ban Cán sự Đảng Quốc vụ viện                                | Thủ tướng Quốc vụ viện                                                                                   | Trưởng ban Tiểu ban Lãnh đạo Tài chính Kinh tế Trung ương Chủ nhiệm Ủy ban Biên chế cơ cấu Trung ương Chủ nhiệm Ủy ban Huy động Quốc phòng Nhà nước Chủ nhiệm Ủy ban Năng lượng Nguyên tử Nhà nước Phó Chủ tịch Ủy ban An ninh Quốc gia Trung ương Phó Trưởng ban Ban lãnh đạo cải cách sâu rộng toàn diện Trung ương Phó Trưởng ban Tiểu ban lãnh đạo Trung ương về an ninh Internet và thông tin |
| 3                                                  | Lật Chiến Thư                                      | Ủy viên Thường vụ Bộ Chính trị                                                                    | Ủy viên trưởng Ủy ban Thường vụ Đại hội Đại biểu Nhân dân Toàn quốc                                      | Phó Chủ tịch Ủy ban An ninh Quốc gia Trung ương Tổ trưởng Tổ Công tác Điều phối Hong Kong |
| 4                                                  | Uông Dương                                         | Ủy viên Thường vụ Bộ Chính trị                                                                    | Chủ tịch Hội nghị Hiệp thương Chính trị Nhân dân Trung Quốc                                              | Tổ trưởng Tổ Công tác Điều phối Tân Cương Tổ trưởng Tổ Công tác Điều phối Tây Tạng Phó Tổ trưởng Tổ Công tác Điều phối Đài Loan |
| 5                                                  | Vương Hỗ Ninh                                      | Ủy viên Thường vụ Bộ Chính trị Bí thư (điều hành) Ban Bí thư Trung ương Đảng                      | | Phó Trưởng ban Ban lãnh đạo cải cách sâu rộng toàn diện Trung ương. Trưởng Ban Lãnh đạo Công tác Tư tưởng Trung ương. Trưởng Ban Công tác Xây dựng Đảng Trung ương. Phó Trưởng ban Tiểu ban lãnh đạo Trung ương về an ninh Internet và thông tin. Ủy viên Tiểu ban Lãnh đạo Tài chính Kinh tế Trung ương                                                                                           |
| 6                                                  | Triệu Lạc Tế                                       | Ủy viên Thường vụ Bộ Chính trị Bí thư Ủy ban Kiểm tra Kỷ luật Trung ương Đảng Cộng sản Trung Quốc | | Trưởng Tiểu Ban Công tác Kiểm tra Trung ương |
| 7                                                  | Hàn Chính                                          | Ủy viên Thường vụ Bộ Chính trị Phó Bí thư Ban Cán sự Đảng Quốc Vụ viện                            | Phó Thủ tướng Thường trực                                                                                | Chủ nhiệm Ủy ban an toàn thực phẩm Quốc vụ viện Phó Trưởng ban Ban lãnh đạo cải cách sâu rộng toàn diện Trung ương Phó Chủ nhiệm Ủy ban Năng lượng Nguyên tử Nhà nước Ủy viên Tiểu ban Lãnh đạo Tài chính Kinh tế Trung ương |